# Юси
Юси́ (кит. упр. 尤溪, пиньинь Yóuxī) — уезд городского округа Саньмин провинции Фуцзянь (КНР).

## История
Уезд был создан во времена империи Тан в 741 году.
После вхождения этих мест в состав КНР был образован Специальный район Наньпин (南平专区), и уезд вошёл в его состав. В июле 1970 года уезд перешёл в состав Специального района Саньмин (三明专区). В декабре 1970 года Специальный район Саньмин был переименован в Округ Саньмин (三明地区).
Постановлением Госсовета КНР от апреля 1983 года округ Саньмин был преобразован в городской округ.

## Административное деление
Уезд делится на 9 посёлков и 6 волостей.